# Wir sind Helden
Wir sind Helden (em português: Nós somos heróis) (WSH) é uma banda alemã de rock alternativo, formada em Berlim em 2001.

## História
Liderada por Judith Holofernes nos vocais e guitarra (e também a compositora da maioria das músicas), conta com Jean-Michel Tourette na guitarra e teclado, Pola Roy na bateria, Mark Tavassol no baixo.
Apesar de surgida em Berlim a Wir Sind Helden está muito ligada à chamada Escola de Hamburgo, movimento musical entendido como uma resposta alemã ao rock falado em língua inglesa surgido em meados dos anos 80 unindo pop, rock e punk.
A Escola de Hamburgo voltou a ter relevância ao congregar o que hoje se tem chamado de indie rock, reunindo tanto grupos surgidos nos anos 1990, mas ainda actuantes, como Tocotronic, Die Sterne e Blumfeld, e os mais recentes como Virginia Jetz!, Kettcar, Anajo, Tomte, etc.
O estilo do grupo muitas vezes é considerado semelhante àqueles do Neue Deutsche Welle, com canções tais como Denkmal e Nur ein Wort evocando New Order.
Em 2002, o Wir sind Helden entrou para a cena da música alemã com o single Guten Tag, que conseguiu 53ª lugar nas listas de singles alemães e ganhou bastante repercussão na MTV européia, embora a banda não tivesse ainda um contrato com uma gravadora. O álbum de estréia da banda Die Reklamation (2003) entrou nas listas de álbuns alemães no 6º lugar, chegando depois ao 2º lugar. O álbum foi considerado festivo e divertido, com influências do techno pop. Algumas canções são da época que Judith cantava sozinha.
A popularidade da banda aumentou quando Judith Holofernes apareceu no programa de TV Harald Schmidt Show, o que fez com que ingressos de sua pequena turnê em clubes se esgotassem imediatamente.
Seus principais sucessos deste primeiro álbum foram Die Zeit heilt alle Wunden (O tempo cura todas as feridas), bem como Aurélie e Denkmal (Monumento).
O segundo álbum deles Von hier an blind (2005) entrou no topo das paradas alemãs e austríacas e permaneceu no top 10 durante vinte semanas. Von hier an blind está cheio de arranjos de guitarra. Na produção, os quatro tiveram participação equivalente, coisa que não aconteceu na produção do álbum anterior. Deste álbum, muito populares foram os hits Gekommen um zu bleiben (Viemos para ficar) e Nur ein Wort (Apenas uma palavra).
O Wir sind Helden muitas vezes apóia outras bandas, dando a oportunidade de abrir seus shows. Especialmente Astra Kid e a dupla Olli Schulz und der Hund Marie tiveram exposição significante durante as turnês com o Wir sind Helden.
No final de 2006, a cantora Judith Holofernes e o baterista Pola Roy tiraram férias da banda para ter um bebê. A banda retornou em 2007 com o álbum Soundso (lançado em 25 de maio, cujo primeiro single foi Endlich ein Grund zur Panik) e uma série de shows pela Alemanha. Eles anunciaram desde então outro intervalo depois da sua turnê de 2008 (que foi aberta pela banda Tele) e o fim de seu contrato com a EMI.
O Wir sind Helden tocou em três shows em que os ingressos foram esgotados em Londres, no Reino Unido em outubro de 2006, novembro de 2006 e setembro de 2007, o que é considerado um grande feito para uma banda com letras que não estão em inglês. Contudo, o Wir sind Helden permanece bastante desconhecido nos países de língua inglesa.
Em 2007, o iTunes Music Store lançou o primeiro single da série “iTunes Foreign Exchange” (intercâmbio), nos quais duas bandas de nacionalidades diferentes tocam uma canção da outra banda. O primeiro single contou com +44 e Wir sind Helden. +44 fez um cover em inglês de “Guten Tag” enquanto o Wir sind Helden fez uma releitura em alemão do single de +44 “When Your Heart Stops Beating”. Também foram incluídas as músicas originais de ambos.
Também em 2007, a sua canção “Endlich ein Grund zur Panik” foi incluída na trilha sonora do jogo da EA Sports, FIFA 08, e anteriormente a música “Guten Tag” esteve em “FIFA Football 2004”.
Na primavera 2010, a banda lançará um novo álbum, Bring mich nach Hause, pela sua nova gravadora, a Sony BMG.
Em 4 de abril de 2012, a banda postou em seu blog que iria tomar um hiatus indefinido, citando a distância entre as cidades dos membros da banda, as demandas de suas vidas familiares e "sinais de desgaste". 

## Letras e estilo
As letras de Holofernes contêm críticas ao consumismo (como em “Guten Tag”), ao esforço improdutivo (“Müssen nur wollen”), as regras estritas (“Ist das so?”) e à indústria fonográfica (“Zuhälter”). Em “Zieh dir was an" crítica a geração de cantores que tem mais sucesso por seus atrativos físico que por seu talento musical. O amor também inspira muitas músicas de Holofernes, sejam com um tom de humor (“Aurélie”), sejam mais sérias (“Außer dir”). Em “Heldenzeit” responde a freqüente pergunta sobre porque se chamam assim e em “Wütend genug” rebate as acusações de que o Wir sind Helden é uma banda com uma imagem muito educada e formal. Com o single “Gekommen um zu bleiben”, brincam com críticas que dizem que a banda seria uma “flor de um dia”, que seu primeiro álbum seria também o último e que não seriam capazes de satisfazer as expectativas do publico e da critica após o primeiro álbum.

## Discografia
Álbuns de estúdio
- Die Reklamation (2003)
- Von Hier an Blind (2005)
- Soundso (2007)
- Bring mich nach Hause (2010)

## Videografia
Videoclipes
- "Guten Tag" (Die Reklamation)
- "Müssen nur Wollen" (Die Reklamation)
- "Aurélie" (Die Reklamation)
- "Denkmal" (Die Reklamation)
- "Gekommen um zu bleiben" (Von hier an blind)
- "Nur ein Wort" (Von hier an blind)
- "Von hier an blind" (Von hier an blind)
- "Wenn es passiert" (Von hier an blind)
- "Endlich ein Grund zur Panik" (Soundso)
- "Soundso" (Soundso)
- "Kaputt" (Soundso)
- "Die Konkurrenz" (Soundso)